# 石阳墓群
石阳墓群，位于中国甘肃省庄浪县，为一个省级文物保护单位，类型为古墓葬。
石阳墓群的历史年代为汉代。